# Juan Marín Laya
Juan José Marín Laya (Calabozo, Estado Guárico, Venezuela; 19 de febrero de 1958 - Valencia, Estado Carabobo, Venezuela; 29 de marzo de 2020) fue un político, dirigente social, Diputado al Consejo Legislativo de la Asamblea Nacional Constituyente de Venezuela de 1999 y diputado a la Asamblea Nacional de dicho país por el circuito 2 del edo. Guárico, hasta el día de su muerte el 29 de marzo de 2020.

## Carrera política
Juan Marín fue dirigente estudiantil y sindical de la Universidad de Carabobo .
En 1999, fue diputado al Consejo Legislativo de la Asamblea Nacional Constituyente de ese año. Ejerció el cargo de diputado Principal en la Asamblea Nacional por los periodos 2005-2010 y 2016-2020. Y Diputado Suplente a la Asamblea Nacional Durante el Periodo 2011-2016.

### Elecciones de 2015
Fue elegido por el Partido Socialista Unido de Venezuela en las elecciones parlamentarias de 2015 como diputado en representación del circuito 2 del estado Guárico que comprendía a los municipios Ribas, Zaraza, Monagas y Guaribe, y así mismo era el responsable para la formación del PSUV en Guárico. 
Juan Marín fue Secretario general regional del partido político Patria Para Todos (PPT).

### Asamblea de la Unión Interparlamentaria Mundial de 2019
Los registros de la delegación oficial de la Asamblea Nacional de Venezuela ante la 140ª Asamblea de la Unión Interparlamentaria Mundial (UIP), celebrada en Doha, Qatar, en abril de 2019 no incluían su nombre, información posterior reveló su presencia en la asamblea. En un contexto político venezolano marcado por la confrontación entre el gobierno de Nicolás Maduro y un sector de la oposición liderado por Juan Guaidó, Marín Laya formó parte de un grupo de diputados que se presentaron ante la UIP para denunciar a la directiva de la Asamblea Nacional, controlada en ese momento por la oposición.
Este acto evidenció la división dentro del parlamento venezolano y cómo esta se proyectaba en los foros internacionales. La participación de Marín Laya en este evento en Qatar, aunque no como parte de la delegación principal reconocida por la UIP en ese momento, subraya su rol como actor político que buscaba influir en la percepción internacional de la crisis política venezolana.

## Fallecimiento
En la mañana del domingo 29 de marzo de 2020, murió a los 62 años de edad en Valencia debido a un coma diabético que le produjo un infarto. La información se comenzó a escuchar a tempranas horas de la tarde. El Gobernador del Guárico José Vásquez expreso su dolor ante el fallecimiento de Juan Marín, así mismo como otras autoridades regionales.
Ese mismo día en horas de la noche, entre las 10pm y las 12m, se realizó un homenaje a su honor en el Consejo Legislativo del Estado Guárico en donde estuvieron presentes autoridades regionales y políticas. De igual forma el marco de este homenaje se le confirió la orden honorífica Sol del Llano, siendo esta la principal en Guárico, y también recibió la orden Juan Germán Roscio Nieves en su única clase, otorgada por el Consejo Legislativo.
En horas de la mañana del lunes 30 de marzo, fue llevado hasta Calabozo, su población natal, para su entierro.